# Sierra de Camarolos
La sierra de Camarolos es un macizo montañoso de la Cordillera Antequerana, situado en la zona nororiental de la provincia de Málaga (Andalucía, España). La sierra hace de frontera natural entre las comarcas de Nororma y la Axarquía y se extiende por el territorio de los municipios de Antequera, Alfarnate, Alfarnatejo, Villanueva del Rosario y Villanueva del Trabuco. 
La mayor altitud es el cerro de la Cruz con 1444 m de altura, montaña donde nace el río Guadalmedina. Predomina la caliza, y en ella se pueden encontrar rocas erosionadas parecidas a los conjuntos kársticos. La vegetación está compuesta por pinos, encinas, quejigos y numerosas especies de matorral.

## Flora y fauna
La sierra de Camarolos presenta una elevada diversidad faunística. El grupo de los quirópteros está bien representado como consecuencia de la existencia de varias cavidades que sirven de refugio para estas especies en sus movimientos migratorios y dispersiones. Asimismo, muy poca distancia se localiza una de las mayores colonias de cría de Miniopterus  schreibersii (murciélago de cueva) de Andalucía. Otro  mamífero destacado es Lutra lutra (nutria), encontrada en la cabecera del río Guadalhorce, cuyos principales afluentes de  cabecera emanan de esta sierra. Otras especies identificadas son: Vulpes vulpes (zorro), Sus  scrofa (jabalí) y, sobre todo, Capra pyrenaica (cabra montés).
El grupo de las aves también presenta una gran relevancia por lo que la sierra de Camarolos ha sido designada IBA (Área de Importancia para las Aves). Se han censado parejas reproductoras de Aquila chrysaetos (águila real), Hieraetus fasciatus (águila perdicera) y Falco peregrinus (halcón peregrino), así como dormideros de Gyps fulvus (buitre leonado). También han sido inventariadas otras especies de  rapaces nocturnas como el Bubo bubo (búho real), Pyrrhocorax pyrrhocorax (chovas piquirrojas), Lullula arborea (alondra totovía), Sylvia undata (curruca rabilarga), además de otras paseriformes.
La sierra de Camarolos también da cobijo a muchos anfibios y reptiles como Pleurodeles walt (gallipato), Triturus  pymaeus (tritón pigmeo), Mauremys leprosa (galápago leproso). Por último, es reseñable la presencia del invertebrado Macrothele calpeiana, la araña negra de los alcornocales.